# الکساندریا بای (نیویورک)
الکساندریا بای، نیو یورک (به انگلیسی: Alexandria Bay, New York) یک منطقهٔ مسکونی در ایالات متحده آمریکا است که در ایالت نیویورک واقع شده‌است.

## خصوصیات
الکساندریا بای ۴٫۰ کیلومترمربع مساحت و ۱٬۰۷۸ نفر جمعیت دارد و ۸۲ متر بالاتر از سطح دریا واقع شده‌است.